# Ром, Вилли
Вилли Ром (нем. Willi Rom; 1 декабря 1911, Франкфурт-на-Майне — 2 января 1999, Берлин) — советский разведчик.

## Биография
В юношеском возрасте Ром примкнул к революционному движению, в тридцатых годах возглавил комсомольскую организацию в Рурской области. После прихода к власти Гитлера в 1933—1936 годах вёл подпольную работу во Франции и Дании, а также выполнял разведзадания, направленные против фашистской Германии.
В 1936—1938 годах воевал в Испании в составе батальона имени Тельмана 11-й интербригады. Был привлечён Х.-У. Мамсуровым к работе в советской военной разведке.
В 1939 году Ром был направлен в Швецию с швейцарским паспортом на имя Йона Гетцингера в качестве резидента-радиста для представления разведданных о немецких войсках, находящихся в Скандинавии. Помимо сбора информационных сведений о немецких войсках, которые вопреки шведскому нейтралитету находились в стране, Рому было поставлено задание организовать диверсии на железной дороге в центральном районе страны, где передвигались немецкие эшелоны с военной техникой и живой силой. Так, 19 июля 1941 года, когда Германия уже вторглась на территорию СССР, в районе станции Крульбо был подорван немецкий эшелон в составе 20 вагонов с немецкой техникой, в котором по документам, якобы перевозились овощи. Радиосвязь с центром поддерживалась довольно часто. Для передачи наиболее ценных сведений Ром в целях конспирации выезжал в прилегающие фьорды на взятых напрокат лодках с разных водных станций. Во фьордах стояли десятки иностранных судов с активным радиообменом, поэтому запеленговать его было трудно. За короткое время Рому удалось создать резидентуру из шести человек, пять из которых были шведскими подданными, в том числе две женщины. Одна из них была эстонкой, принявшей шведское подданство. Она работала танцовщицей в одном из кабаре в Стокгольме и оказывала Рому помощь в роли наводчицы на представляющих интерес кандидатов на вербовку. В результате нарушения правил конспирации произошёл провал.
В конце 1941 года по наводке гестапо Ром был арестован шведскими властями. Был приговорен к восьми годам тюремного заключения. Находясь в тюрьме, вёл себя мужественно, хотя и подвергался пыткам, в результате которых левая рука оказалась повреждённой. В 1945 году совершил побег и через финскую границу перешёл в СССР.
В 1950 году Вилли Ром был отправлен в очередную командировку в ФРГ для работы в нелегальных условиях, где он и пробыл несколько лет. Сделанный им тайник в лесу, где хранились его документы, был обнаружен местным лесничим, и Рому пришлось срочно возвращаться в Москву и заканчивать свою разведывательную деятельность. До 1965 года жил с семьёй в Москве. После увольнения в запас в звании подполковника Советской Армии ему было оформлено гражданство ГДР. В летнее время он часто приезжал в Москву, где встречался с Мамсуровым, а после его смерти всегда посещал его могилу на Новодевичьем кладбище.
Вилли Ром умер 2 января 1999 года в Берлине и был похоронен на Центральном кладбище Фридрихсфельде.